# بالگردگاه اسکات ریسکورس
بالگردگاه اسکات ریسکورس (به انگلیسی: Ascot Racecourse Heliport) یک فرودگاه خصوصی است. این فرودگاه در کشور انگلستان قرار دارد و در ارتفاع ۶۷ متری از سطح دریا واقع شده‌است.